# Chrysocraspeda altegradia
Chrysocraspeda altegradia là một loài bướm đêm trong họ Geometridae.